# Edgar Nixon
Edgar Daniel Nixon (* 12. Juli 1899; † 25. Februar 1987) war ein führender Mitstreiter der amerikanischen Bürgerrechtsbewegung. Er war lokaler Präsident der NAACP (Nationalen Vereinigung für den Fortschritt der Schwarzen). Er machte sich schon Jahre vor dem Busboykott für die Rechte Afroamerikanischer Amerikaner stark. 1944 organisierte Nixon eine Protestkundgebung mit 750 Afro-Amerikanern in Montgomery-County. Außerdem beteiligte er sich an der Organisation des Busboykotts von Montgomery und überzeugte auch Martin Luther King, sich daran zu beteiligen.

## Aktion Rosa Parks, Bus Boykott

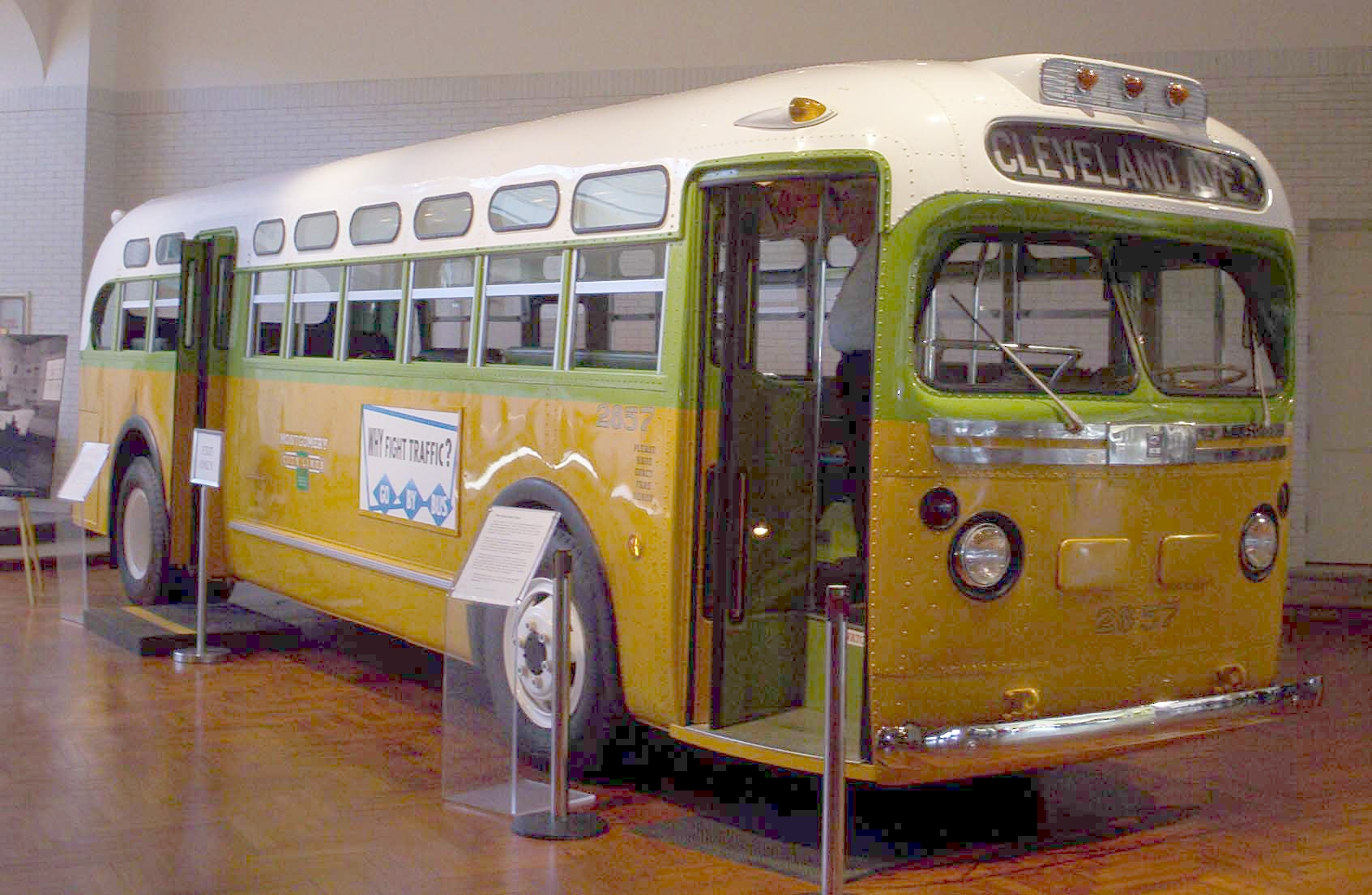
Rosa Parks Bus

In den frühen fünfziger Jahren kritisierte Nixon scharf die Sitzplatzordnung in den Autobussen in Montgomery-County (Vorne Weiße, hinten farbige Bürger). 1955 weigerte sich Rosa Parks einen Sitz für einen weißen Fahrgast zu räumen, sie wurde dafür inhaftiert. Nixon machte sich für ihre Freilassung stark. Auch Martin Luther King wurde in die Aktion involviert.
Ein Aufruf zum Boykott der Busgesellschaft wurde gestartet. Am Ende des 381 Tage dauernden Boykotts stand die Busgesellschaft vor dem finanziellen Ruin.